# John Thomas (hudebník)
John Thomas, celým jménem John Henry Thomas, (21. února 1952 – 3. března 2016) byl velšský kytarista. Na počátku své kariéry působil ve skupině Edgar Broughton Band a později hrál s George Hatcher Band. S druhou jmenovanou kapelou nahrál desky Dry Run (1976), Have Band Will Travel (1976) a Talkin' Turkey (1977). V roce 1979 nahradil Roba Kendricka ve skupině Budgie. Se skupinou hrál až do jejího rozpadu v roce 1988. V letech 1995 až 1996, kdy byla obnovena, s ní opět vystupoval. Znovu byla obnovena v roce 1999 a to opět s Thomasem v sestavě. Ten však skupinu v roce 2002 opustil. Se skupinou nahrál alba Power Supply, Nightflight (1981) a Deliver Us from Evil (1982). V osmdesátých letech působil v kapele Toma Galleyho nazvané Phenomena. Nahrál s ní alba Phenomena (1984) a Dream Runner (1987). Zemřel roku 2016 na zápal plic.